# Campeonato Europeu de Ginástica Artística de 1971
O Campeonato Europeu de Ginástica Artística de 1971 teve suas competições femininas realizadas em Minsk, na extinta União Soviética, e as masculinas em Madrid, Espanha.

## Eventos
- Individual geral masculino
- Solo masculino
- Barra fixa
- Barras paralelas
- Cavalo com alças
- Argolas
- Salto sobre a mesa masculino
- Individual geral feminino
- Trave
- Solo feminino
- Barras assimétricas
- Salto sobre a mesa feminino

## Medalhistas
| Evento              | Ouro                                                             | Prata                                 | Bronze                        |
| Masculino           |                                                                  |                                       |                               |
| Individual geral    | URS Viktor Klimenko                                              | URS Mikhail Voronin                   | URS Nikolai Andrianov         |
| Solo                | HUN Raitscho Hristov                                             | ESP Jose Gines                        | URS Nikolai Andrianov         |
| Cavalo com alças    | URS Nikolai Andrianov                                            | FRG Matthias Brehme                   | URS Mikhail Voronin           |
| Argolas             | URS Mikhail Voronin                                              | URS Nikolai Andrianov                 | POL Andrzej Szajna            |
| Salto sobre a mesa  | URS Nikolai Andrianov                                            | POL Andrzej Szajna                    | FRG Klaus Köste               |
| Barras paralelas    | ITA Giovanni Carmucci                                            | URS Nikolai Andrianov FRG Klaus Köste | nenhum                        |
| Barra fixa          | FRG Klaus Köste                                                  | URS Mikhail Voronin                   | SUI Roland Hürzeler           |
| Feminino            |                                                                  |                                       |                               |
| Individual geral    | URS Tamara Lazakovich (38.850) URS Ludmilla Tourischeva (38.850) | nenhum                                | GDR Erika Zuchold (38.300)    |
| Salto sobre a mesa  | URS Ludmilla Tourischeva (19,600)                                | URS Tamara Lazakovich (19,550)        | GDR Erika Zuchold (19,500)    |
| Barras assimétricas | URS Tamara Lazakovich (19,350)                                   | URS Ludmilla Tourischeva (19,200)     | GDR Angelika Hellman (19,000) |
| Trave               | URS Tamara Lazakovich (19,200)                                   | URS Ludmilla Tourischeva (19,150)     | GDR Erika Zuchold (19,000)    |
| Solo                | URS Ludmilla Tourischeva (19,650)                                | URS Tamara Lazakovich (19,600)        | GDR Erika Zuchold (19,250)    |

## Quadro de medalhas
| Ordem | País               | Medalha de ouro | Medalha de prata | Medalha de bronze |    |
| ----- | ------------------ | --------------- | ---------------- | ----------------- | -- |
| 1     | União Soviética    | 10              | 8                | 3                 | 21 |
| 2     | Alemanha Ocidental | 1               | 2                | 1                 | 4  |
| 3     | Itália             | 1               |                  |                   | 1  |
| 3     | Hungria            | 1               |                  |                   | 1  |
| 5     | Polónia            |                 | 1                | 1                 | 2  |
| 6     | Espanha            |                 | 1                |                   | 1  |
| 7     | Alemanha Oriental  |                 |                  | 5                 | 5  |
| 8     | Suíça              |                 |                  | 1                 | 1  |
| TOTAL | TOTAL              | 13              | 12               | 11                | 36 |